# Erich Sondermann
Erich Sondermann (* 13. März 1888 in Gummersbach; † 1959 in Siegen) war ein deutscher Jurist und Bankmanager.

## Leben
Erich Sondermann wurde als Sohn des Gummersbacher Großunternehmers und Fabrikbesitzers Emil Wilhelm Sondermann (1843–1907), eines Enkels des oberbergischen Industriepioniers Johann Wilhelm Sondermann, geboren. Nachdem er in Düsseldorf die Schule mit dem Abitur abgeschlossen hatte, absolvierte er beim Barmer Bankverein Hinsberg, Fischer & Comp. KGaA in den Filialen in Krefeld und Köln eine Banklehre. Anschließend studierte er an der Ludwig-Maximilians-Universität München und an der Westfälischen Wilhelms-Universität Münster sechs Semester Rechtswissenschaften. In München wurde er 1909 Mitglied des Corps Franconia. Nach dem 1. Staatsexamen in Hamm absolvierte er ab 1911 ein Referendariat in Waldbröl und Köln. An der Universität Greifswald wurde er 1914 zum Dr. iur. promoviert. Anfang 1915 wurde Sondermann Syndikus beim Chemnitzer Bankverein in Chemnitz. Am 1. Januar 1923 wurde er zum Direktor der Filiale Dresden der Commerz- und Privatbank AG berufen.
Erich Sondermann war Aufsichtsratsmitglied der Dessauer Möbelfabrik AG in Dessau, der Joh. Gottl. Hafftmann AG in Pirna, der König-Friedrich-August-Hütte AG in Dölzschen bei Dresden, der Sondermann & Stier AG in Chemnitz, der Tetra AG in Chemnitz, der August Walther & Söhne AG in Ottendorf-Okrilla bei Dresden und der Zwickauer Maschinenfabrik in Zwickau.

## Schriften
- Widerrechtliche Abhebung von Teilbeträgen eines Sparguthabens. Dissertation, Greifswald 1914.